# Treznea
Treznea es una comuna ubicada en el distrito de Sălaj, Rumania.

## Superficie
Posee una superficie de 37,05 kilómetros cuadrados.

## Demografía
Hasta 2021 la población era de 1013 habitantes, con una densidad de población de 27,34 habitantes por kilómetro cuadrado.